# Constantin Constantinescu-Claps
Constantin Constaninescu-Claps (20 februari 1884 - 1961) was een Roemeense generaal tijdens de Tweede Balkanoorlog en de Eerste en Tweede Wereldoorlog.

## Carrière
- Tweede luitenant (Sublocotenent): 1905
- Eerste luitenant (Locotenent): 1909
- Kapitein (rang) (Căpitan): 1913
- Majoor (Maior): 1917
- Luitenant-kolonel (Locotenent-colonel): 1 april 1919[2]
- Kolonel (Colonel): 12 februari 1925[2]
- Brigadegeneraal (General de brigadă): 1 april 1935[2]
- Generaal-majoor (General de divizie): 1 februari 1940 [2]
- Generaal-majoor (General de divizie): 7 januari 1941 (met terugwerkende kracht van 25 oktober 1939)[2]
- Luitenant-generaal (General de corp): 24 januari 1942[2][1]
- Generaal (General de armată): 9 september 1944[2]
- In de reserve opgenomen: 9 september 1944[2]

## Onderscheidingen
- Ridder in de Orde van de Kroon van Roemenië
- Orde van Michaël de Dappere, 3e Klasse[3]
- Commandeur in de Orde van de Ster van Roemenië op 9 mei 1941 als General de divizie en Corpurilor de armată 11[3]